# Dinebra perrieri
Dinebra perrieri là một loài thực vật có hoa trong họ Hòa thảo. Loài này được (A.Camus) Bosser mô tả khoa học đầu tiên năm 1968.